# Федотова и другие против России
Федотова и другие против России (номера жалоб 40792/10, 30538/14 и 43439/14) — дело, возбуждённое против Российской Федерации по заявлению шести граждан России в Европейский суд по правам человека.
13 июля 2021 года Третья палата единогласно постановила, что отказ России предоставить какое-либо юридическое признание однополым парам нарушает права заявителей в соответствии со статьей 8 Европейской конвенции о защите прав человека. После принятия решения 12 октября 2021 года правительство России потребовало передать дело в Большую палату суда. Ходатайство было принято судом 22 ноября 2021 года. Большая палата оставила решение в силе 17 января 2023 года.

## Предыстория
Ранее ЕСПЧ уже рассматривал однополые отношения. В 2010 году в деле Шальк и Копф против Австрии однополые пары были признаны семейной единицей, но Австрия не была обязана юридически признавать их отношения. В 2013 году в деле Валлианатос и другие против Греции суд счёл дискриминационным для Греции их политику признания партнёрств противоположного пола, но непризнания однополых партнёрств. В деле 2015 года Олиари и другие против Италии суд установил, что отсутствие в Италии какой-либо формы юридического признания однополых пар нарушает права заявителей. Однако Олиари включал в дело элементы, которые уменьшили его обобщаемость на другие страны Совета Европы.
Дело Федотова и другие против России дошло до ЕСПЧ в результате объединения трёх отдельных заявлений, поданных шестью гражданами России, состоявшими в однополых отношениях, первое из которых было подано Ириной Федотовой и её партнершей Ириной Шипитько в 2010 году. Другие пары, Д. Чунусов и Ю. Евтушенко, И. Шайхразнова и Ю. Яковлева подали иски в ЕСПЧ в 2014 году. Супруги пытались получить разрешение на брак, но им было отказано. Они подали жалобу не по статье 12 Европейской конвенции о защите прав человека, где прописано право на брак, а по статье 8, защищающей частную и семейную жизнь, а также по статье 14, запрещающей дискриминацию при осуществлении конвенционных прав.

## Решение
13 июля 2021 года Третья палата постановила, что Россия «обязана обеспечить уважение частной и семейной жизни заявителей, предоставив правовую основу, позволяющую им признавать свои отношения», и отклонила довод российского правительства о публичном неодобрении однополых союзов, заявив, что «доступ к правам меньшинству не может зависеть от признания большинства».
Ссылаясь на поправки в Конституции России 2020 года, которые определяют брак как законный союз одного мужчины и одной женщины, суд заявил, что Россия может предоставить однополым парам «доступ к формальному признанию статуса их пар в иной форме, чем в виде брака», что не противоречило бы господствующему в России «традиционному пониманию брака».
17 января 2023 года Большая палата оставила в силе решение Третьей палаты. Четырнадцать членов палаты против трёх пришли к выводу, что имело место нарушение статьи 8 (право на уважение частной и семейной жизни) Европейской конвенции о защите прав человека.

## Реакция
После первоначального решения Третьей палаты 2021 года председатель Государственной Думы Вячеслав Володин предложил судьям ЕСПЧ уйти в отставку в связи с этим решением. Совет Государственной Думы РФ заявил, что оно является «циничным вызовом морали, историческим традициям и социально-культурному коду всех народов, проживающих на территории нашей страны». Дмитрий Бартенев, один из адвокатов Федотовой, после приговора ЕСПЧ в 2021 году написал, что вряд ли Россия его исполнит, но также отмерил, что решение суда возможно реализовать без каких-либо конституционных изменений. Глава российской делегации в Парламентской ассамблее Совета Европы Пётр Толстой заявил, что Россия не покинет Совет Европы пока не появится «более серьёзная причина». Однако 16 марта 2022 года Россия была исключена из Совета Европы в связи с вторжением России на Украину в 2022 году. Вследствие этого 16 сентября 2022 года Россия денонсировала ЕКПЧ в соответствии со статьей 58.
Юрист по правам человека Стефанос Ставрос из Oxford Human Rights Hub прокомментировал, что решение «похоже, основано на нежелании правительства-ответчика организовать настоящую защиту», и выдвигает гипотезу о том, что оно может представлять собой возвращение суда к более активному подходу. В Völkerrechtsblog Ева Мария Бредлер выразила сожаление по поводу того, что суд не учёл статью 14, которая запрещает дискриминацию при осуществлении прав, предусмотренных Конвенцией. Однако она заявила, что в незавершённых делах, поданных однополыми парами против Польши, появилась возможность применить суду статью 14, например, в деле Андерсен против Польши. Наталья Звягина, директор московского офиса Amnesty International заявила, что «знаменательное решение подчёркивает, что российское правительство находится не на той стороне истории».